# Takwa

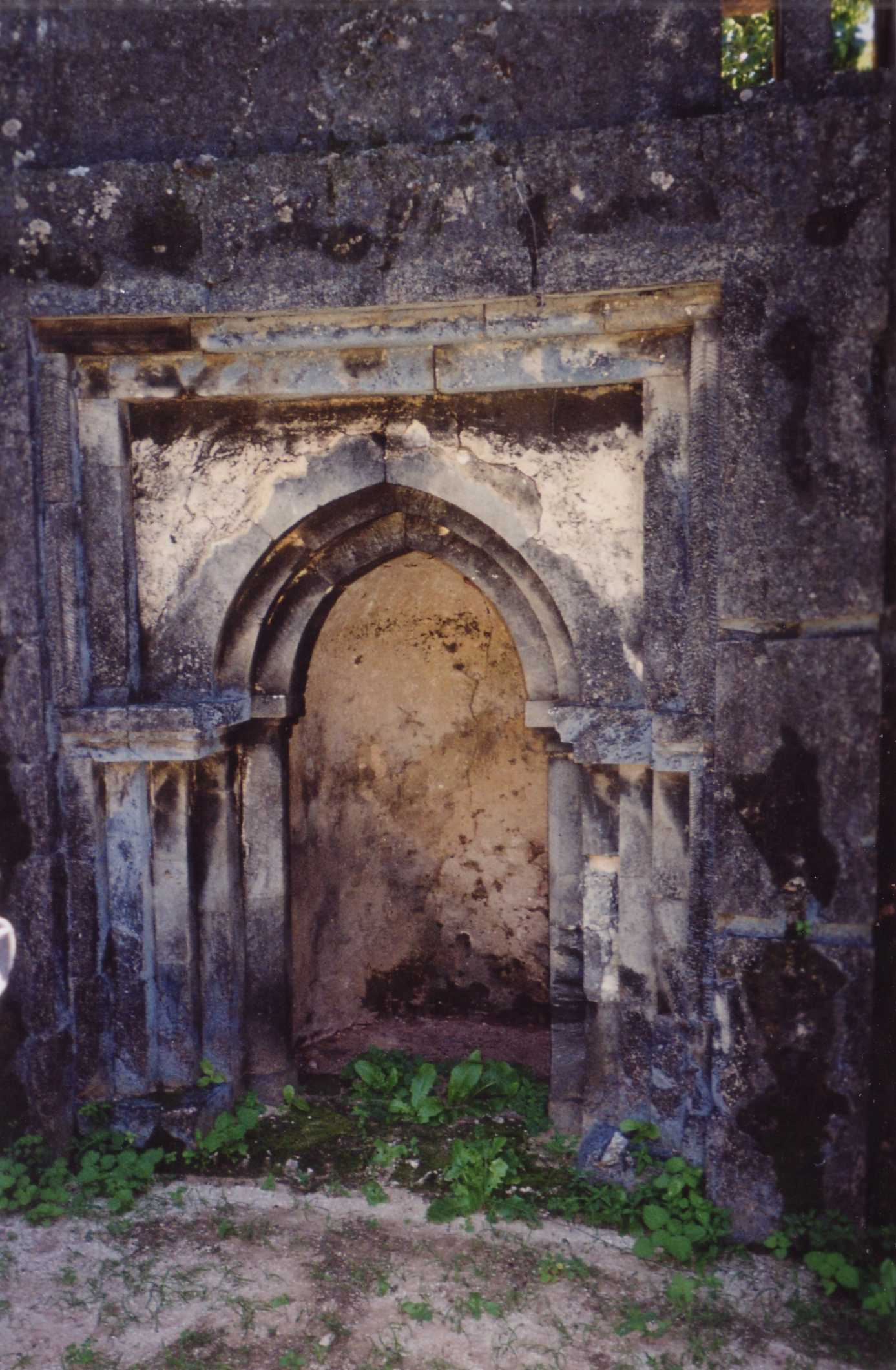
Porta a les ruïnes de Takwa

Takwa fou una antiga ciutat de l'illa Manda, a la costa de Kenya, arxipèlag de Lamu, al mig de la costa oriental de l'illa, avui al districte de Lamu de la Província Costanera. Avui dia és un poble petit, proper a les ruïnes de l'antiga ciutat musulmana abandonada al segle xviii.

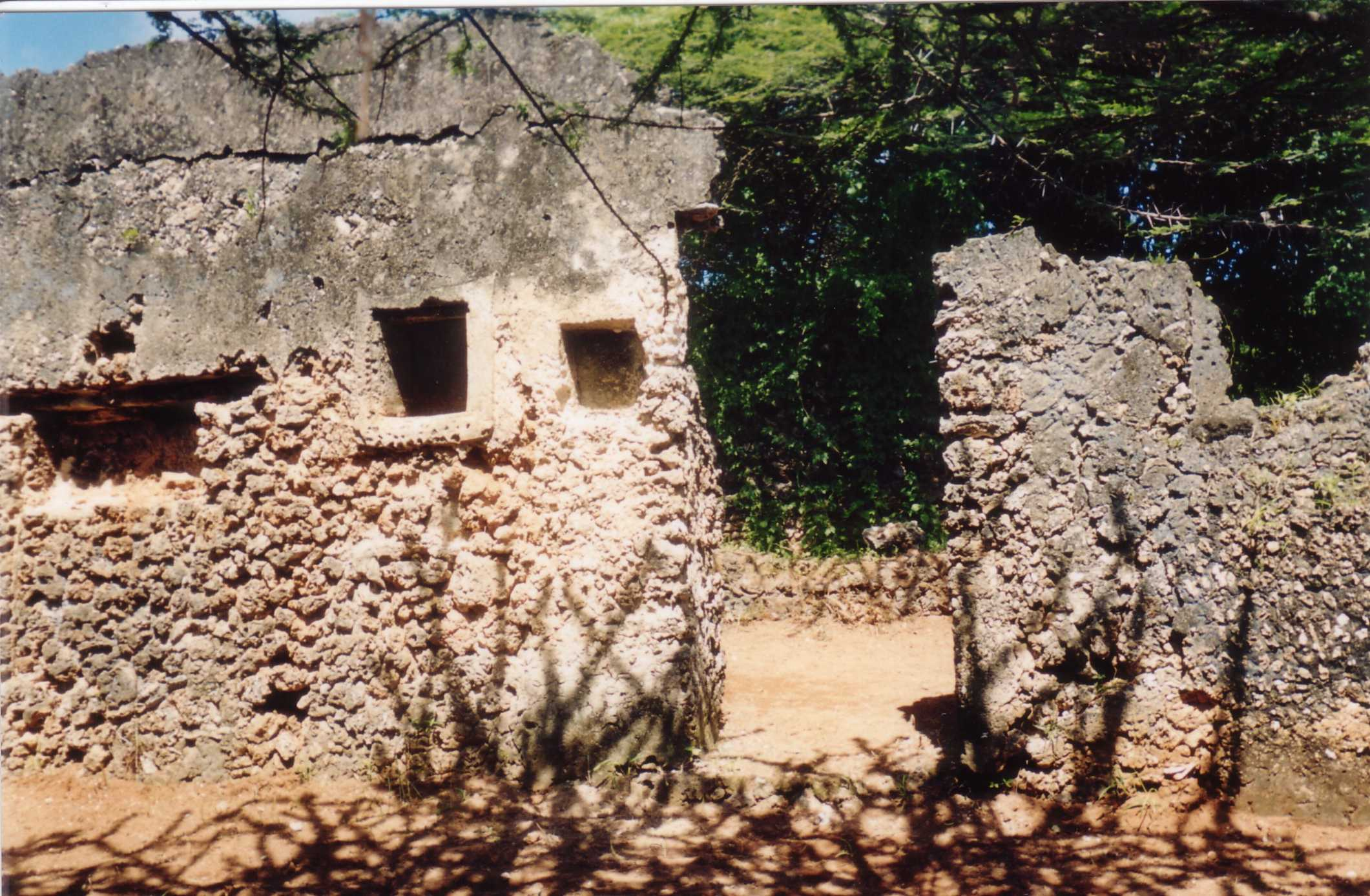
Edifici de les ruïnes de Takwa

La ciutat fou fundada vers el 1500 i abandonada després del 1700. Kirkman pensa que fou un establiment pel retirament de persones dedicades a la religió. No fou mai una gran ciutat i la superfície aproximada era de cinc hectàrees.
Les ruïnes foren excavades per James S. Kirkman el 1951; el 1972 el lloc fou netejat altre cop sota supervisió de James de Vere Allen, curador del Museu de Lamu. La gran mesquita de Takwa està relativament ben conservada i està datada a l'inici del segle XVI; el pilar que s'aixeca al damunt del sostre del mihrab no té significació religiosa i sembla que aquestes estructures tenien escalons de fusta i formaven l'accés al sostre; una placa de les tres del lloc de les ablacions, és portuguesa i porta la creu de l'orde de Crist; una altra estructura destacada és la Tomba de Pilars que porta una inscripció datada el 1681/1682 (transcripció de la inscripció: Abd Allah Muhammad Ali al-mutawaffa sanat 1094); segons la tradició local és la tomba del xeic Ahmad Mansur ibn Ahmad conegut com a xeic Fakihi Mansur, i és objecte de pelegrinatge. Quan fou abandonada els seus habitants s'haurien establert a Shela a la costa est de la veïna illa de Lamu. Dues vegades a l'any la gent de Shela va a la tomba del pilar a pregar per la pluja.
Les ruïnes de Takwa foren declarades monument nacional de Kenya el 1982.